# Pré-Alpes Bergamascos
Os Pré-Alpes Bergamascos  (em italiano:  Prealpi Bergamasche) são um maciço montanhoso que se encontra na região de Lombardia, principalmente na província de Bérgamo, donde Bergamasco, e marginalmente na província de Lecco e na província de Bréscia da  Itália. O ponto mais alto é o Concarena com 2.549 m.
Em italiano estes alpes também são conhecidos como Prealpi Orobie ou Prealpi Orobiche o que por vezes os fazem confundir com os Alpes de Orobie (it:Prealpi Bergamasche).

## Localização
Os Pré-Alpes Bergamascos estão separados a Norte dos Alpes de Orobie por uma série de vales secundários - vale Camonica, vale Brembana, e vale Seriana.

## SOIUSA
A Subdivisão Orográfica Internacional Unificada do Sistema Alpino (SOIUSA) dividiu os Alpes em duas grandes Partes: Alpes Ocidentais e Alpes Orientais, separados pela linha formada pelo  Rio Reno - Passo de Spluga - Lago de Como - Lago de Lecco.
A secção dos Alpes e Pré-Alpes Bergamascos é formada pelos Alpes de Orobie e pelos Pré-Alpes Bergamascos.

### Classificação  SOIUSA
Segundo a SOIUSA este acidente geográfico é uma Sub-secção alpina com as seguintes características:
- Parte = Alpes Orientais
- Grande sector alpino = Alpes Orientais-Sul
- Secção alpina = Alpes e Pré-Alpes Bergamascos
- Sub-secção alpina =  Pré-Alpes Bergamascos
- Código = II/C-29.II

## Imagens

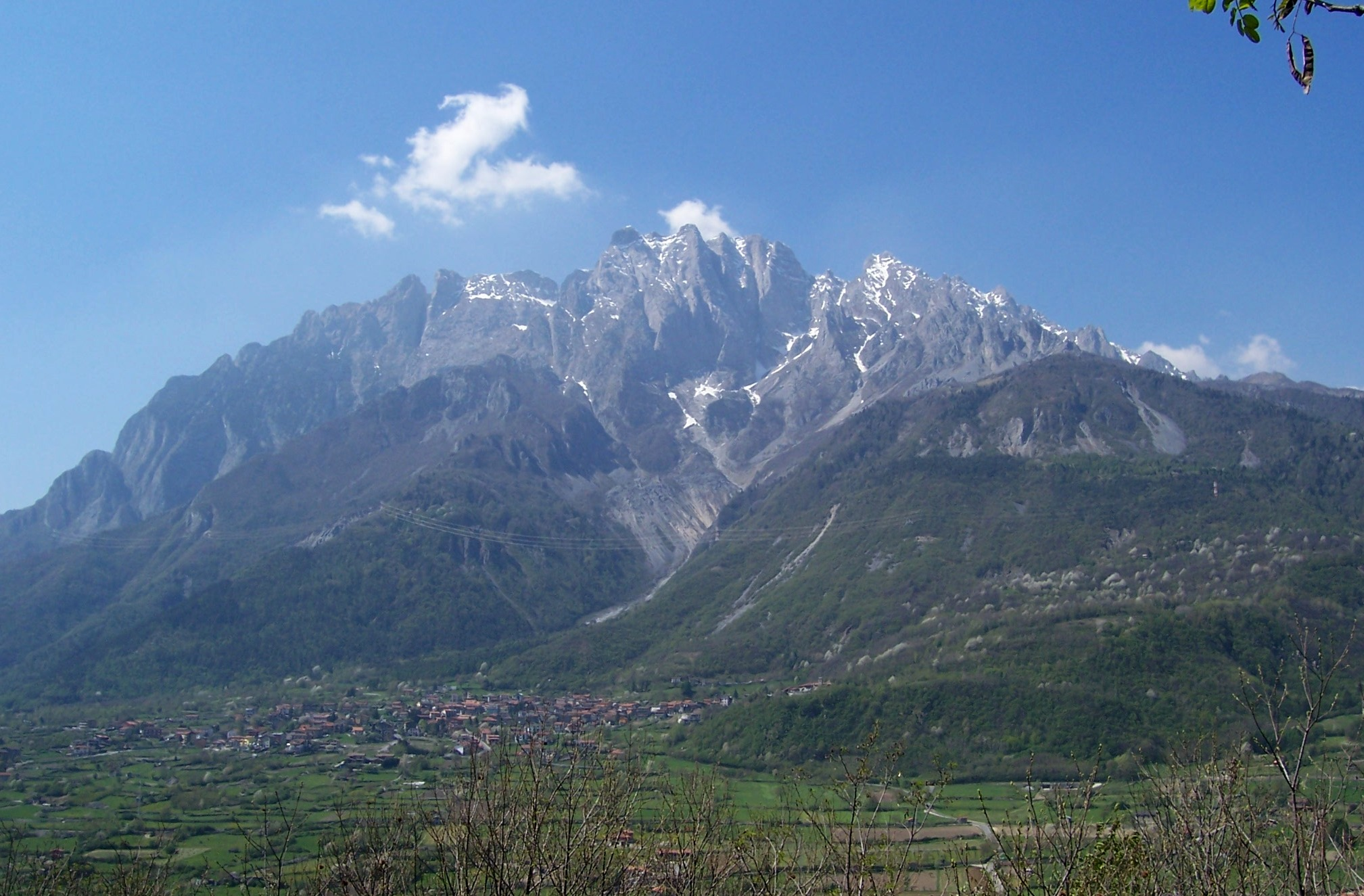
O Monte Concarena